# Adolph Edward Borie
Adolph Edward Borie (Filadelfia, 25 novembre 1809 – 5 febbraio 1880) è stato un politico statunitense.

## Biografia
Fu il venticinquesimo segretario della marina statunitense durante la presidenza di Ulysses S. Grant (18º presidente). Termino gli studi all'università di Pennsylvania nel 1825. Nel 1843 divenne console americano nel Belgio.
Nella sua breve carriera come segretario mostrò un'insolita fantasia per i nomi delle navi, ispirata alla mitologia greca, quindi non era raro trovare navi con nomi quali Centaur o Medusa, finito il suo mandato il successore George M. Robeson, rinominò le navi tornando ai nomi consueti.